# Myloplus planquettei
Myloplus planquettei är en fiskart som beskrevs av Jégu, Keith och Le Bail 2003. Myloplus planquettei ingår i släktet Myloplus och familjen Characidae. Inga underarter finns listade i Catalogue of Life.